# Accademia fascista maschile di educazione fisica

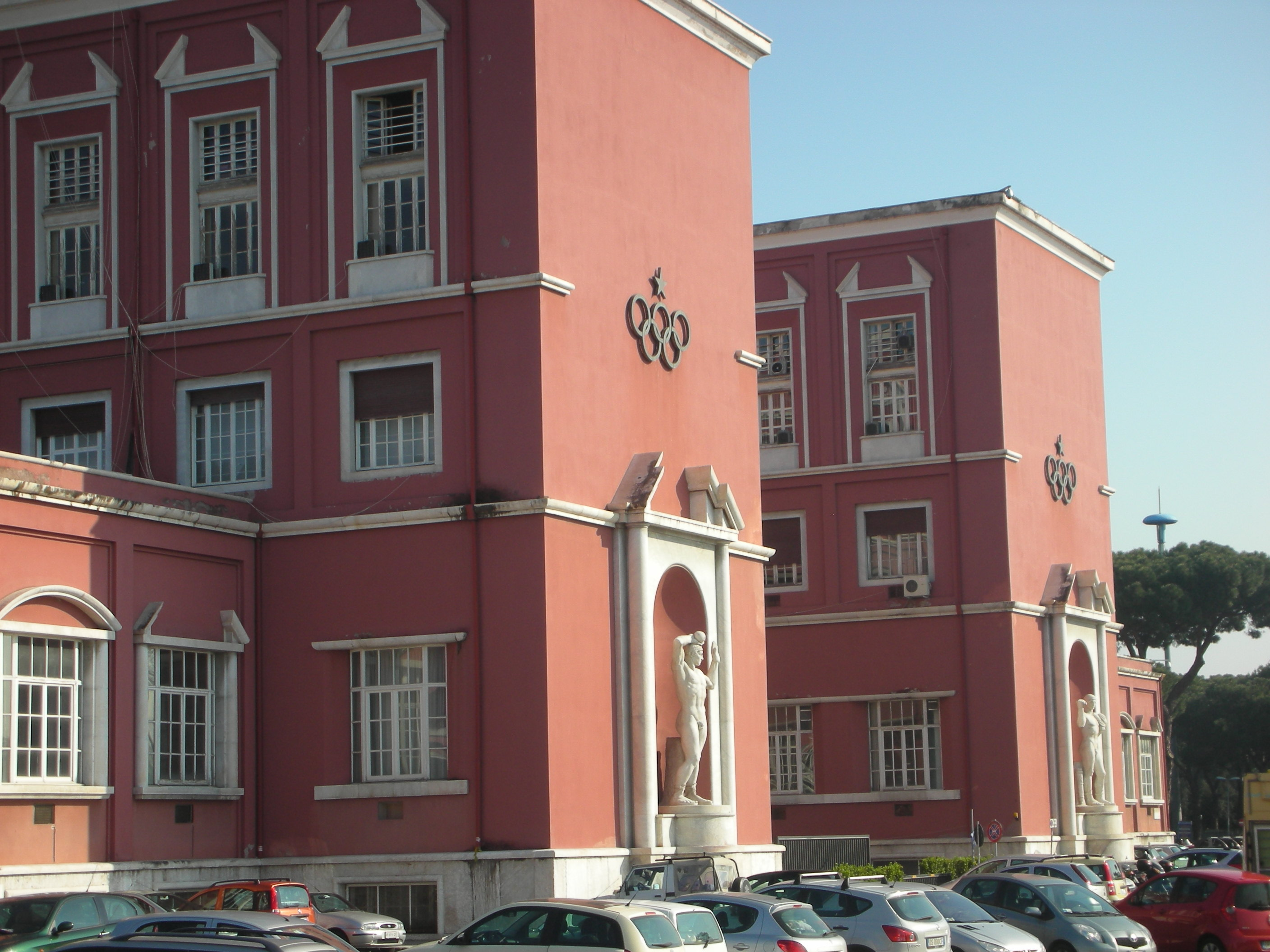
O "Palazzo H" foi sede
da Accademia della Farnesina
no "Foro Italico".

A Accademia fascista maschile di educazione fisica também conhecida como Accademia fascista della Farnesina, foi uma instituição de formação político-esportiva atuante na Itália durante o período fascista.

## Histórico

### A Escola
A "Scuola fascista di educazione fisica", herdeira dos Institutos de Ensino de Roma, Turim e Nápoles, encerrada em 1923 na sequência da "Riforma Gentile [it]", iniciou os seus cursos a 7 de Fevereiro de 1928. Teve inicialmente como sede a Academia Militar de Educação Física da Farnesina. O instituto deveria cumprir uma função essencial: formar os professores de educação física das escolas e os instrutores de ginástica esportiva da "Opera Nazionale Balilla" (ONB). No entanto, as necessidades contingentes, ou seja, a falta de gestores para a organização juvenil, levaram Renato Ricci, presidente da ONB, a fazer escolhas diferentes. A Escola assumiu, de fato, o papel de centro de formação da liderança masculina das organizações juvenis fascistas.

### A Academia
Um ano após a sua fundação, a escola mudou de nome para «Accademia fascista di educazione fisica». Ricci queria que fosse a "mais gigantesca experiência em educação estatal" jamais tentada até então para a formação "em sentido patriótico e unitário, isto é, fascista", das "classes mais jovens de um povo". O instituto deveria garantir à organização juvenil fascista a classe de gestores-educadores de que necessitava.
A partir de 1929, uma maior politização da estrutura, cursos e objetivos foi imediatamente evidente. Ficou estabelecido que a filiação partidária era requisito essencial para poder concorrer à admissão, que os anos de "antiguidade fascista", incluindo os passados na ONB, e o exercício de cargos dirigentes locais eram um importante critério de avaliação na seleção final dos candidatos. Os programas também sofreram alterações. De fato, maior espaço foi dado à educação político-social, à pedagogia e a todas as disciplinas literárias, filosóficas, históricas e jurídicas consideradas necessárias para formar os futuros líderes juvenis fascistas do ponto de vista político-ideológico. Os graduados do Instituto foram designados a diferentes funções de acordo com as habilidades demonstradas durante o período de dois anos. Alguns foram nomeados professores nas escolas, enquanto outros, considerados politicamente aptos, receberam funções gerenciais.
Depois de uma tentativa fracassada de reformar o estatuto da Academia em 1929, com a qual se pretendia transformar o curso de dois anos em curso de quatro anos, aumentando os anos de estudo para aqueles que se destinavam a ocupar cargos de chefia, surgiram duas disposições que indicavam claramente a organização e os objetivos do Instituto, até sua transferência para o "Gioventù Italiana del Littorio [it]" (GIL): o r.d.l. nº 1.227 de 28 de agosto de 1931, convertido em lei em 16 de junho de 1932, e o Real Decreto-Lei nº 1.592 de 31 de agosto de 1933 (Texto consolidado das leis do Ensino Superior). A partir dessas medidas, houve uma politização cada vez mais profunda do instituto e a intenção de utilizá-lo como centro de seleção para a elite juvenil fascista tornou-se cada vez mais clara.
O instituto mudou-se para sua sede definitiva no "Palazzo H" no "Foro Mussolini" em novembro de 1932. O Palazzo H, projetado por Enrico Del Debbio em 1927 e inaugurado em 1932, foi a primeira obra construída no "Foro Italico" (então "Foro Mussolini").

### A Academia da GIL
Com a transição da ONB para a "Gioventù Italiana del Littorio" foi necessário implementar mudanças dentro do instituto. Em abril de 1938, duas comissões foram nomeadas pelo Comando Geral da GIL, com o objetivo de elaborar o novo estatuto e os programas de ensino das Academias Fascistas de Roma e Orvieto.
O trabalho das duas comissões favoreceu a promulgação da lei 866 de 22 de maio de 1939 que, juntamente com o texto consolidado de 1933, regulamentou integralmente as duas instituições. O instituto do Foro Mussolini assumiu o novo nome de "Accademia della GIL". Enquanto no passado a Academia dependia do Ministério da Educação Nacional e da ONB, agora ela se tornou um centro de treinamento intimamente ligado ao "Partito Nazionale Fascista". Os cursos passaram a ser trienais. As disciplinas da academia masculina, além do estudo de língua estrangeira, que se tornou obrigatório o alemão em outubro de 1940, foram organizadas em quatro seções: política, militar, biológico-científica e ginástica-esportiva. Ao contrário de todos os outros institutos superiores, o diploma da Academia não era emitido em nome do rei-imperador, mas em nome do "Duce".
Para ingressar na Academia, os meninos tinham que passar por concurso público, garantir que podiam pagar as mensalidades estabelecidas e demonstrar que eram dignos de ingressar na instituição do ponto de vista moral, político, racial, pessoal e familiar. As candidaturas à participação no concurso de seleção não eram apresentadas diretamente pelos candidatos, mas sim através dos comandos locais da GIL que já selecionavam quem, na sua opinião, era mais apto para frequentar os cursos da Academia GIL. A partir de 1938, a pertença à raça ariana italiana tornou-se requisito essencial para a admissão, enquanto as crianças judias presentes na instituição foram expulsas.
Em 30 de outubro de 1940, Riccardo Versari, que era reitor da Academia desde sua inauguração, deixou o cargo para Nicola Pende, que tentou transformar a Academia em uma verdadeira universidade. Apesar de seu empenho, porém, a Academia de Roma, assim como a de Orvieto, não conseguiu a efetiva elevação à universidade.
A partir de 25 de julho de 1943, a GIL foi dissolvida, as academias deixaram de funcionar e os alunos foram obrigados a interromper os estudos. Na RSI, a renascida Opera balilla, sob a direção de Ricci, tentou organizar, com muitas dificuldades, uma academia masculina e feminina de educação física em Gallarate e em Castiglione Olona.

### No pós-guerra
Terminado o conflito, muitos estudantes, que não haviam conseguido concluir seus estudos nas academias fascistas, pediram para obter um diploma. Para atender a essa demanda, a Lei n. 415 de 1950. Decidiu organizar cursos acelerados que permitiam a ex-acadêmicos, que tiveram que interromper seus estudos por motivos de força maior, fazer o exame final. Esta disposição teria permitido nomeadamente a alguns rapazes, expulsos por motivos raciais, concluir o seu ciclo de estudos. A lei também estabelecia que "não poderia ser admitido o reconhecimento dos cursos de educação física instituídos pelo governo republicano pseudofascista (RSI) nem dos exames realizados nos próprios cursos".
Em 20 de fevereiro de 1951, o Conselho Superior de Instrução Pública aprovou o regulamento para a realização dos cursos que ocorreram em Roma entre 1951 e 1954.
Para garantir a formação dos futuros professores de ginástica na Itália republicana, foi decidido abrir o "Istituto superiore di educazione fisica [it]" (ISEF) em Roma com base no decreto ministerial de 18 de setembro de 1952. Desempenharia o papel de escola de formação de professores de ginástica-desportiva e de centro de evolução e progresso da ciência aplicada à educação física. Só a 25 de Janeiro de 1967, porém, o ISEF encontra uma sede permanente na antiga Academia GIL de Música no Foro Italico.